# Coming Undone
«Coming Undone» es una canción de la banda estadounidense de nu metal Korn. Fue lanzado el 21 de febrero de 2006 como el segundo sencillo de su séptimo álbum de estudio See You on the Other Side, editado en diciembre de 2005.

## Video musical
El vídeo fue dirigido por Little X, su segunda vez detrás de la lente para una banda de rock. El vídeo comienza con Korn actuando en un desierto a plena luz del día. El cielo comienza a romperse como cristal durante el coro para revelar un cielo nocturno. Más tarde, todo el fondo se hace añicos, dejando un fondo completamente blanco. Por último, literalmente se deshacen mientras continúan actuando y, mientras lo hacen, parecen slinkies. La banda está completamente desmoronada y desaparecida al final del vídeo.

## Posicionamiento en lista
| Lista (2006)                             | Posición |
| ---------------------------------------- | -------- |
| Australia (ARIA)                         | 54       |
| Alemania (Media Control AG)              | 86       |
| Guatemala (Notimex)                      | 17       |
| Ceilandés (Fréttablaðið Top 20)          | 15       |
| Italia (FIMI)                            | 36       |
| Irlanda (IRMA)                           | 49       |
| Latvian Airplay (LAIPA)                  | 25       |
| Nueva Zelanda (RIANZ)                    | 16       |
| UK Singles (The Official Charts Company) | 63       |
| US Billboard Hot 100                     | 79       |
| US Alternative Songs (Billboard)         | 14       |
| US Dance/Club Play Songs (Billboard)     | 29       |
| US Mainstream Rock Songs (Billboard)     | 4        |
| US Pop 100 (Billboard )                  | 73       |

## En otros medios
El ex tercera base de los Tigres de Detroit, Brandon Inge, usó la canción como canción de inicio al batear. 
También se utilizó como canción inicial de Hunter Pence cuando jugaba para los Filis de Filadelfia. También apareció en un comercial de la serie de drama criminal de CBS Criminal Minds y en los videojuegos Blitz: The League y The Bigs 2. 
Se utiliza una versión instrumental para el luchador de TNA Frankie Kazarian, también conocido como Kaz. 
También apareció en "100 Most Shocking Music Moments" de VH1 en la discusión de Woodstock 1999; Tanto "Did My Time" como "Coming Undone" se escuchan de fondo.